# Balneari Codina
El Balneari Codina és un balneari de la població de Tona (Osona), el quart en construir-se després del descobriment de les aigües mineromedicinals a la vila, el 1874, i l'únic que resta en funcionament. El Codina fou el quart i darrer d'una sèrie de balnearis que varen tenir un gran impacte econòmic en la població, van suposar un important impuls econòmic, social i urbanístic pel poble, i varen convertir Tona en un centre d'estiueig de primer ordre. És una obra inclosa a l'Inventari del Patrimoni Arquitectònic de Catalunya.

## Descripció

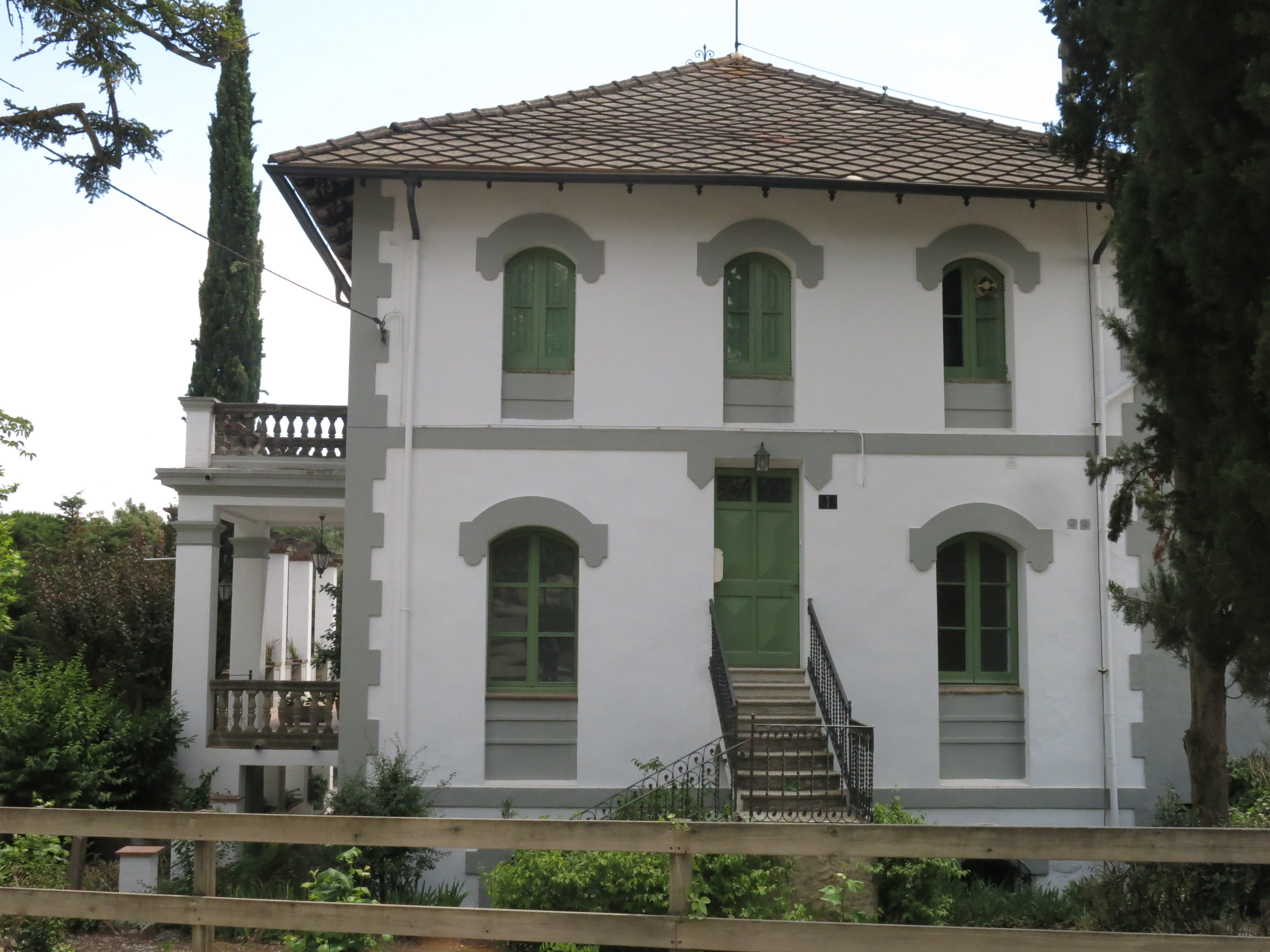
Façana del camí del Vilar

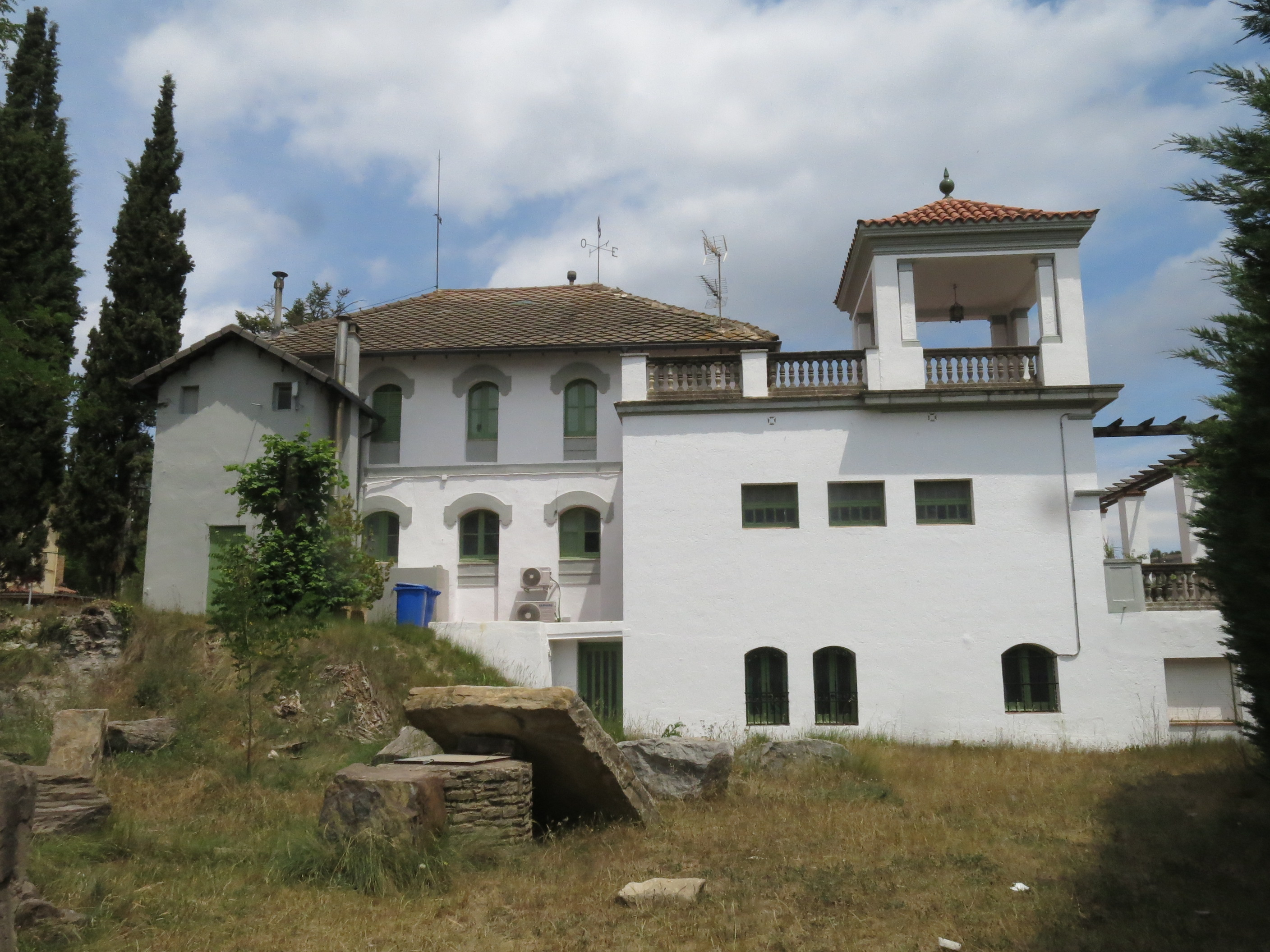
Façana del darrere

Edifici civil de planta baixa més dues plantes amb teulada als quatre vents i de planta quadrada. Totes les cantonades són de pedra treballada. A la façana principal i a la dreta de la casa hi ha una galeria amb barrots de baranes artificials millorada amb material d'imitació de pedra. Hi ha amplis finestrals amb arcades semicirculars. Dalt la teulada hi ha la data de la coberta a l'any 1913 i també a la banda dreta una petita torreta per a repòs. Hi ha detalls de ferro forjat, com una escala a la façana esquerra i la porta exterior de l'entrada. Una ampliació en els anys 20 amb una terrassa mirador li dona l'aspecte actual.

## Història
La primera font d'aigües sulfuroses es va descobrir per casualitat prop del Mas de la Font el 1874. Fou estudiada i donada a conèixer pel metge de Tona Dr. Antoni Bayés i Fuster. Les prospeccions efectuades a continuació van donar lloc a la implantació de diversos balnearis. Les aigües de la deu del Balneari Codina es descobriren el 1910 després d'un estudi del Doctor F. Terricabras i Comella. El Manantial Codina, inaugurat el 1913, és el darrer balneari que es va construir dels quatre que va arribar a tenir Tona. El balneari s'amplià el 1929 i continuà obert al públic fins al 1984. Reobert el 1990, actualment és l'únic balneari de Tona. Per aquest balneari han passat cèlebres personatges com per exemple Montserrat Caballé, que va seguir un tractament per l'afecció del coll.
Les aigües de la deu del Balneari Codina es descobriren a començaments del segle xx, i les primeres instal·lacions s'obriren al públic el 1913, tot i que el balneari no començà a funcionar a ple rendiment fins al 1929, després d'una ampliació. Situat fora del nucli urbà de Tona, al peu de la carretera de Tona a Collsuspina i Manresa, el balneari va afavorir un creixement urbà entorn seu amb la construcció d'importants cases senyorials, com ara les torres Caminals, Canals i Bohigues.
El balneari continuà obert al públic fins a l'any 1984, quan va tancar a causa d'infiltracions d'aigües residuals. Obert novament el 1990 i després de diverses ampliacions i reformes, actualment és l'únic balneari de Tona.